# Olympische Sommerspiele 1976/Kanu – Einer-Kajak 500 m (Frauen)
Die Wettkämpfe im Einer-Kajak über 500 Meter bei den Olympischen Sommerspielen 1976 wurden vom 28. bis 30. Juli auf der Île Notre-Dame ausgetragen. 
Es wurden zwei Vorläufe, zwei Hoffnungsläufe, drei Halbfinals und ein Finale ausgetragen.
Olympiasiegerin wurde die Ostdeutsche Carola Zirzow.

## Ergebnisse

### Vorläufe
Die jeweils ersten drei Boote qualifizierten sich für die Halbfinals, die restlichen Boote für den Hoffnungslauf.

#### Vorlauf 1
| Rang | Athletin            | Nation           | Zeit        |
| ---- | ------------------- | ---------------- | ----------- |
| 1    | Ewa Kamińska        | Polen            | 2:12,38 min |
| 2    | Carola Zirzow       | DDR              | 2:12,54 min |
| 3    | Klára Rajnai        | Ungarn           | 2:14,90 min |
| 4    | Maria Mihoreanu     | Rumänien         | 2:15,00 min |
| 5    | Anastázie Hajná     | Tschechoslowakei | 2:16,43 min |
| 6    | Brigitte Vernaillen | Belgien          | 2:21,21 min |
| 7    | Marita Skogh        | Schweden         | 2:22,14 min |
| 8    | Françoise Bonetat   | Frankreich       | 2:22,38 min |

#### Vorlauf 2
| Rang | Athletin            | Nation             | Zeit        |
| ---- | ------------------- | ------------------ | ----------- |
| 1    | Tatjana Korschunowa | Sowjetunion        | 2:11,58 min |
| 2    | Julie Leach         | Vereinigte Staaten | 2:13,00 min |
| 3    | Irene Pepinghege    | BR Deutschland     | 2:13,90 min |
| 4    | Rosa Georgiewa      | Bulgarien          | 2:14,23 min |
| 5    | Sheila Burnett      | Großbritannien     | 2:17,07 min |
| 6    | Kate Olsen          | Dänemark           | 2:18,26 min |
| 7    | Susan Holloway      | Kanada             | 2:18,86 min |

### Hoffnungsläufe
Die jeweils ersten drei Boote qualifizierten sich für die Halbfinals.

#### Hoffnungslauf 1
| Rang | Athletin            | Nation         | Zeit        |
| ---- | ------------------- | -------------- | ----------- |
| 1    | Maria Mihoreanu     | Rumänien       | 2:06,60 min |
| 2    | Sheila Burnett      | Großbritannien | 2:10,59 min |
| 3    | Susan Holloway      | Kanada         | 2:11,39 min |
| 4    | Françoise Bonetat   | Frankreich     | 2:11,61 min |
| 5    | Brigitte Vernaillen | Belgien        | 2:15,72 min |

#### Hoffnungslauf 2
| Rang | Athletin        | Nation           | Zeit        |
| ---- | --------------- | ---------------- | ----------- |
| 1    | Anastázie Hajná | Tschechoslowakei | 2:10,22 min |
| 2    | Rosa Georgiewa  | Bulgarien        | 2:10,57 min |
| 3    | Kate Olsen      | Dänemark         | 2:13,10 min |
| 4    | Marita Skogh    | Schweden         | 2:14,60 min |

### Halbfinalläufe
Die ersten drei Boote der Halbfinals erreichten das Finale.

#### Halbfinale 1
| Rang | Athletin         | Nation           | Zeit        |
| ---- | ---------------- | ---------------- | ----------- |
| 1    | Ewa Kamińska     | Polen            | 2:08,48 min |
| 2    | Anastázie Hajná  | Tschechoslowakei | 2:10,31 min |
| 3    | Irene Pepinghege | BR Deutschland   | 2:11,45 min |
| 4    | Susan Holloway   | Kanada           | 2:13,23 min |

#### Halbfinale 2
| Rang | Athletin            | Nation         | Zeit        |
| ---- | ------------------- | -------------- | ----------- |
| 1    | Tatjana Korschunowa | Sowjetunion    | 2:07,90 min |
| 2    | Klára Rajnai        | Ungarn         | 2:09,39 min |
| 3    | Rosa Georgiewa      | Bulgarien      | 2:10,51 min |
| 4    | Sheila Burnett      | Großbritannien | 2:12,07 min |

#### Halbfinale 3
| Rang | Athletin        | Nation             | Zeit        |
| ---- | --------------- | ------------------ | ----------- |
| 1    | Carola Zirzow   | DDR                | 2:04,21 min |
| 2    | Maria Mihoreanu | Rumänien           | 2:05,72 min |
| 3    | Julie Leach     | Vereinigte Staaten | 2:09,44 min |
| 4    | Kate Olsen      | Dänemark           | 2:12,71 min |

### Finale
| Rang | Athletin            | Nation             | Zeit        |
| ---- | ------------------- | ------------------ | ----------- |
| 1    | Carola Zirzow       | DDR                | 2:01,05 min |
| 2    | Tatjana Korschunowa | Sowjetunion        | 2:03,07 min |
| 3    | Klára Rajnai        | Ungarn             | 2:05,01 min |
| 4    | Ewa Kamińska        | Polen              | 2:05,16 min |
| 5    | Maria Mihoreanu     | Rumänien           | 2:05,40 min |
| 6    | Anastázie Hajná     | Tschechoslowakei   | 2:06,72 min |
| 7    | Julie Leach         | Vereinigte Staaten | 2:06,92 min |
| 8    | Irene Pepinghege    | BR Deutschland     | 2:07,80 min |
| 9    | Rosa Georgiewa      | Bulgarien          | 2:08,54 min |

## Weblink
- Ergebnisse